# Helgoland
Helgoland (płnfryz. Deät Lun) – wyspa oraz gmina uzdrowiskowa na Morzu Północnym, należąca do Niemiec, do kraju związkowego Szlezwik-Holsztyn, powiatu Pinneberg. Jako jedno z terytoriów państw członkowskich unii celnej Unii Europejskiej pozostaje poza obszarem jej stosowania.
Najbardziej na zachód położona gmina kraju związkowego.

## Geografia
Wyspa Helgoland leży w południowo-wschodniej części Morza Północnego, 70 km od wybrzeża Niemiec, na 54°10′ szerokości geograficznej północnej i 07°53′ długości geograficznej wschodniej. Składa się z dwóch wysp: głównej, o trójkątnym kształcie, długości ok. 2 km i powierzchni 1,0 km² oraz mniejszej wyspy Düne na wschód od niej, o powierzchni 0,7 km². Obie wyspy były połączone do 1720 roku, kiedy to połączenie zostało zniszczone przez sztorm. Najwyższy punkt wysp sięga 61 m n.p.m. Na północy wyspy znajduje się plaża, na zachodzie wysokie klify. Ludność wysp wynosi 1478 (2004).
Na głównej wyspie znajduje się port.

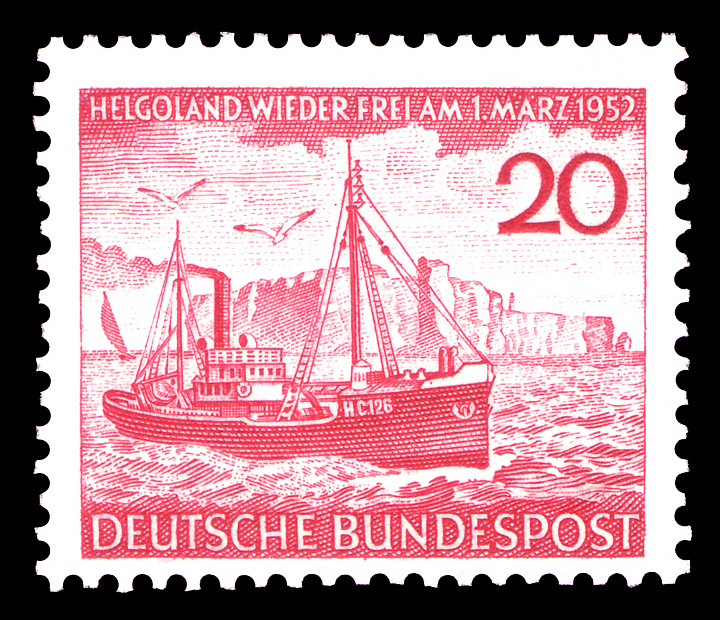
Znaczek pocztowy upamiętniający zwrot wyspy rządowi RFN 1 marca 1952 roku

## Historia
W 697 roku, Radbod, ostatni król fryzyjski zbiegł na wyspę po porażce zadanej mu przez Franków. W 1231 wyspa jest wymieniona jako własność króla duńskiego Waldemara II. Od tej pory do 1714 panowanie nad wyspą kilkakrotnie przechodziło z rąk do rąk pomiędzy Danią i księstwem Szlezwiku, jednorazowo na rzecz hanzeatyckiego miasta Hamburga. Od 1714 wyspa była duńska, aż do opanowania jej przez Wielką Brytanię w 1807 podczas wojen napoleońskich. W 1720 uległo zniszczeniu połączenie między obiema wyspami. Od około 1826 wyspa stała się miejscowością wypoczynkową, odwiedzaną m.in. przez wielu pisarzy, zwłaszcza z Niemiec. W sierpniu 1841 August Heinrich Hoffmann von Fallersleben napisał na wyspie Pieśń Niemców, wiersz, który stał się hymnem Niemiec. W 1864 w pobliżu wyspy doszło do bitwy morskiej okrętów duńskich i austriackich (bitwa pod Helgolandem).
Wielka Brytania przekazała kontrolę nad wyspami Niemcom w 1890 (Traktat Helgoland-Zanzibar), w zamian za uzyskanie wolnej ręki w Zanzibarze. Pod rządami Cesarstwa Niemieckiego wyspa stała się bazą morską. Podczas I wojny światowej, ludność wyspy została ewakuowana do Niemiec kontynentalnych. W okolicy wyspy doszło w sierpniu 1914 do pierwszej bitwy morskiej tej wojny (bitwa pod Helgolandem). W 1918 ludność powróciła na wyspę. Również podczas II wojny światowej Helgoland stanowił niemiecką bazę morską. 18 kwietnia 1945 wyspa została doszczętnie zbombardowana przez nalot dywanowy 1000 bombowców alianckich, po którym ludność wyspy została ewakuowana.
Między 1945 a 1952 rokiem niezamieszkane wyspy były używane przez Brytyjczyków jako poligon bombowy. 18 kwietnia 1947 Brytyjczycy podjęli próbę wysadzenia głównej wyspy w powietrze wielką ilością materiałów wybuchowych, używając do tego głównie materiałów zarekwirowanych od pokonanej niemieckiej armii. Do wywołania eksplozji użyto 4000 torped, 9000 min głębinowych i 91 000 granatów, różnego kalibru. Łączna masa użytych wtedy materiałów wybuchowych wyniosła 6700 ton. Była to najsilniejsza w historii, wywołana przez człowieka eksplozja, nie będąca wynikiem użycia broni jądrowej. Chmura pyłu i okruchów skał uniosła się na wysokość kilometra a wstrząsy wywołane wybuchem, były odczuwalne w oddalonym o 70 kilometrów mieście Cuxhaven. Doprowadziło do dalszych zniszczeń (pozostał tylko jeden budynek – wieża przeciwlotnicza). W 1952 wyspy zostały zwrócone rządowi RFN, po czym stopniowo przywrócono ich funkcje mieszkalne i turystyczne. Wcześniej, w Boże Narodzenie 1950, dwaj studenci z Heidelbergu i miejscowy rybak, wyważyli drzwi wieży przeciwlotniczej i zatknęli na niej flagę Niemiec, Helgolandu i Europy (sporządzoną przez siebie). Akcja spotkała się z sympatią światowej opinii publicznej.
Na wyspie zmarł i został pochowany polski generał Ignacy Prądzyński (1792–1850). Jego grób nie zachował się. Został upamiętniony tablicą w pobliżu przystani portowej.

## Współpraca
Miejscowość partnerska:
- Millstatt am See, Austria

## Galeria

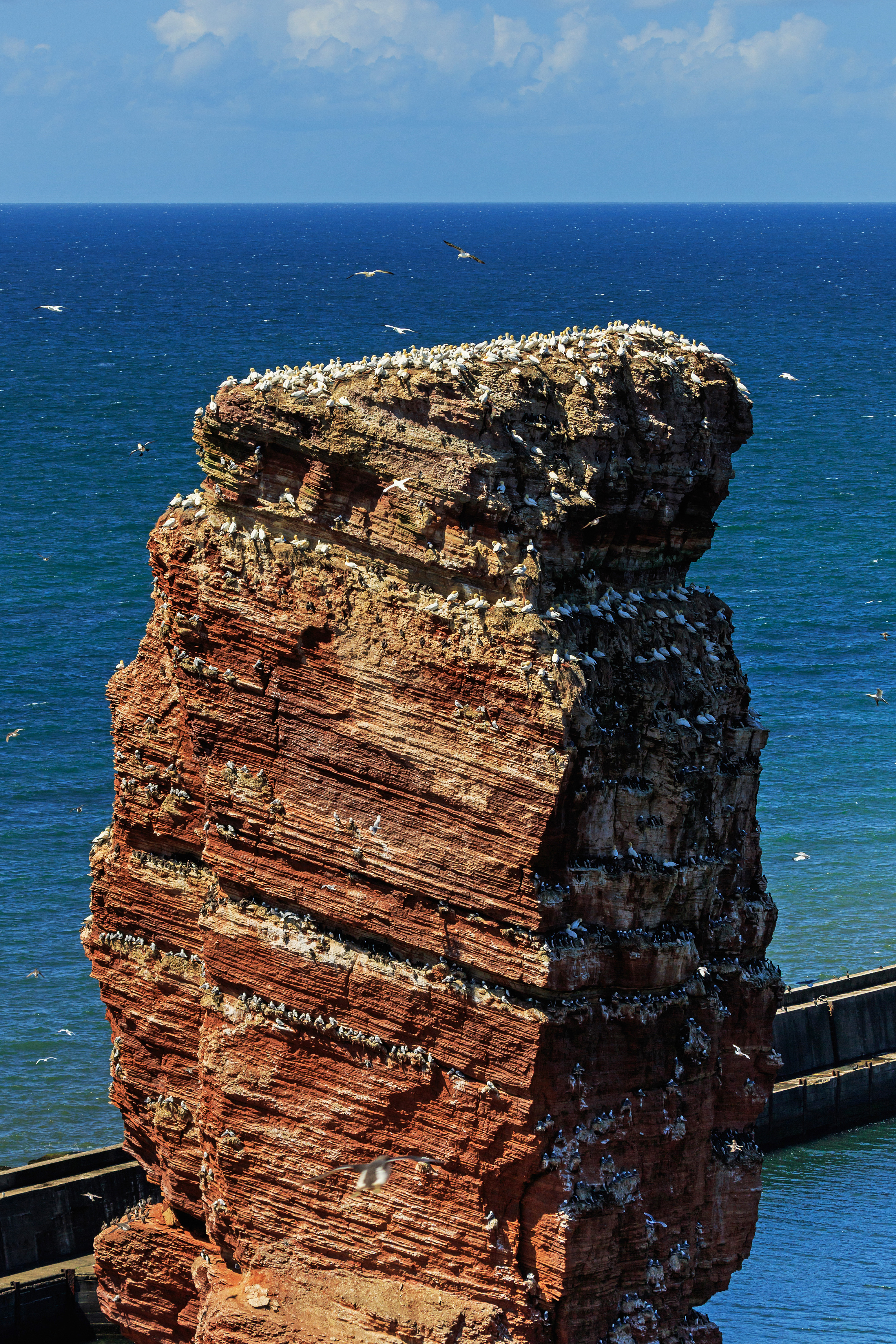
Lange Anna
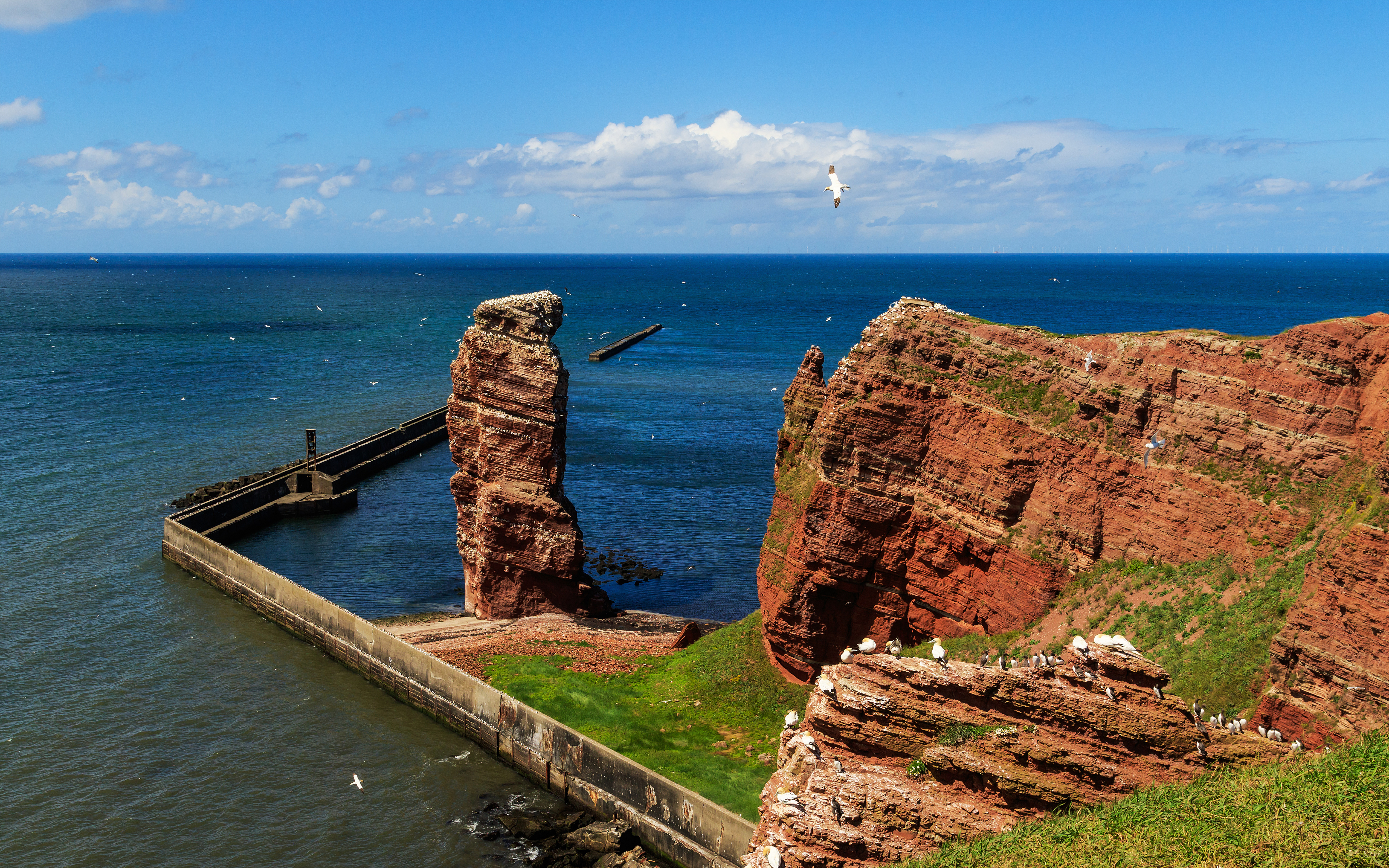
Lange Anna
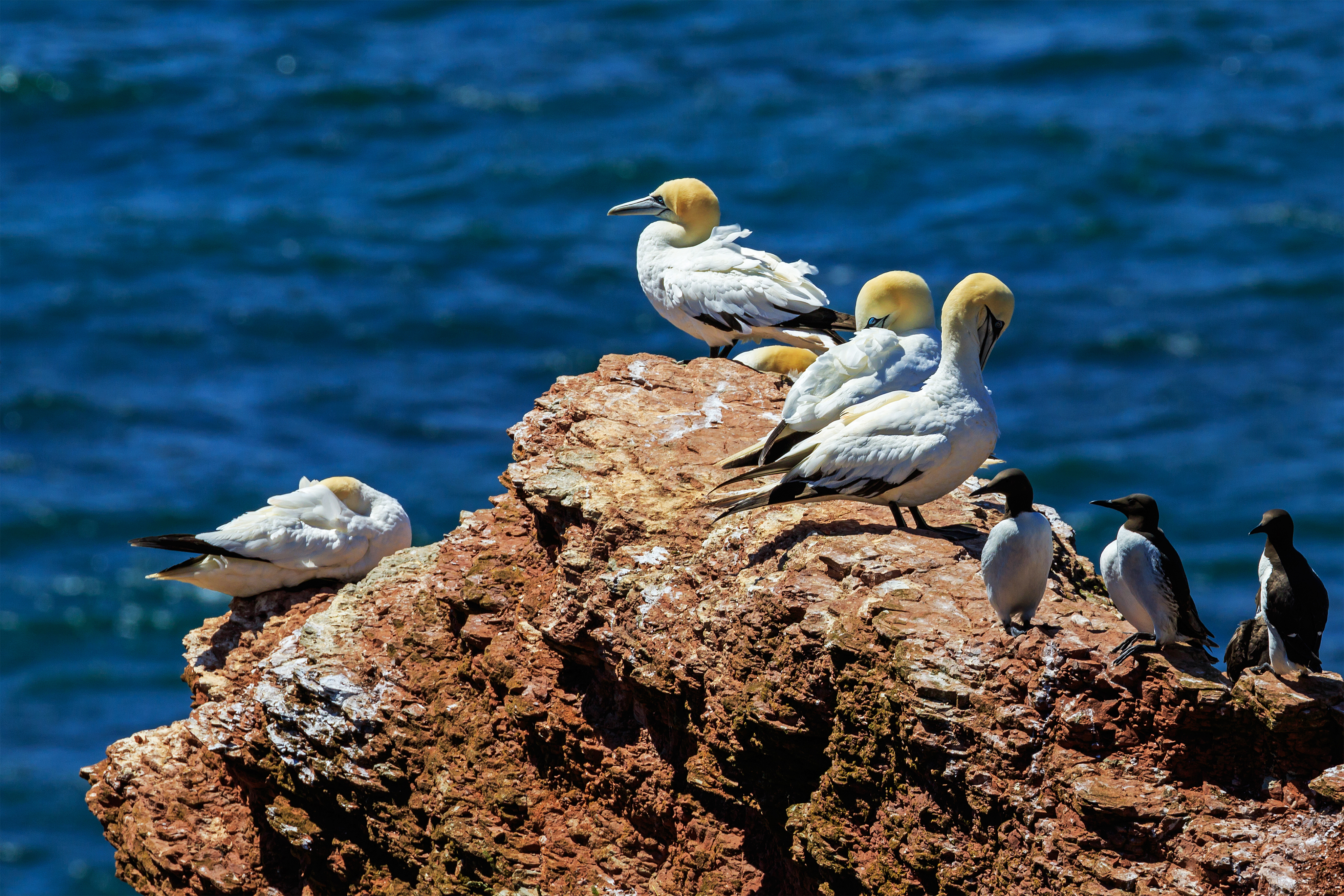
Głuptaki (Morus bassanus)
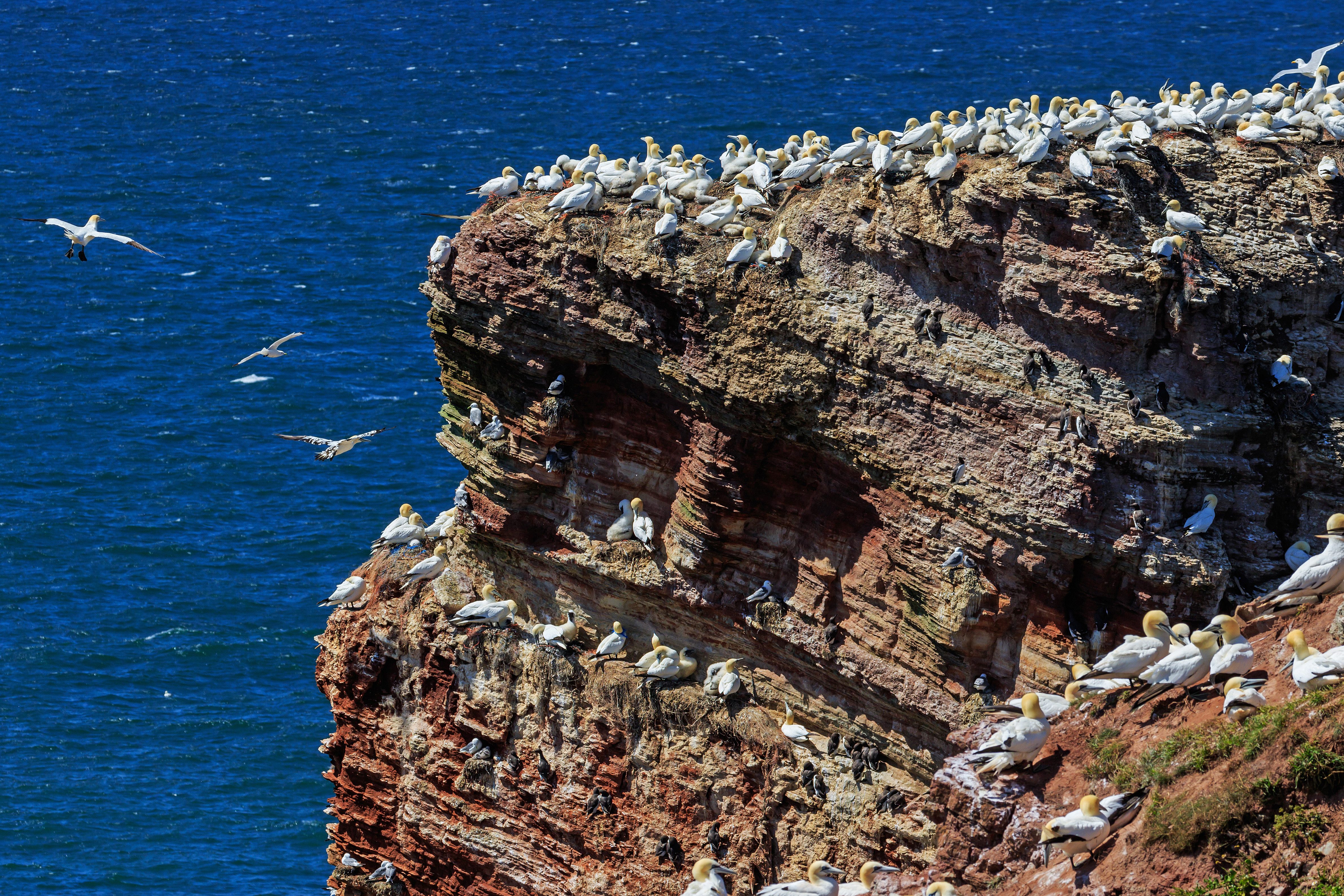
Kolonia głuptakow (Morus bassanus)
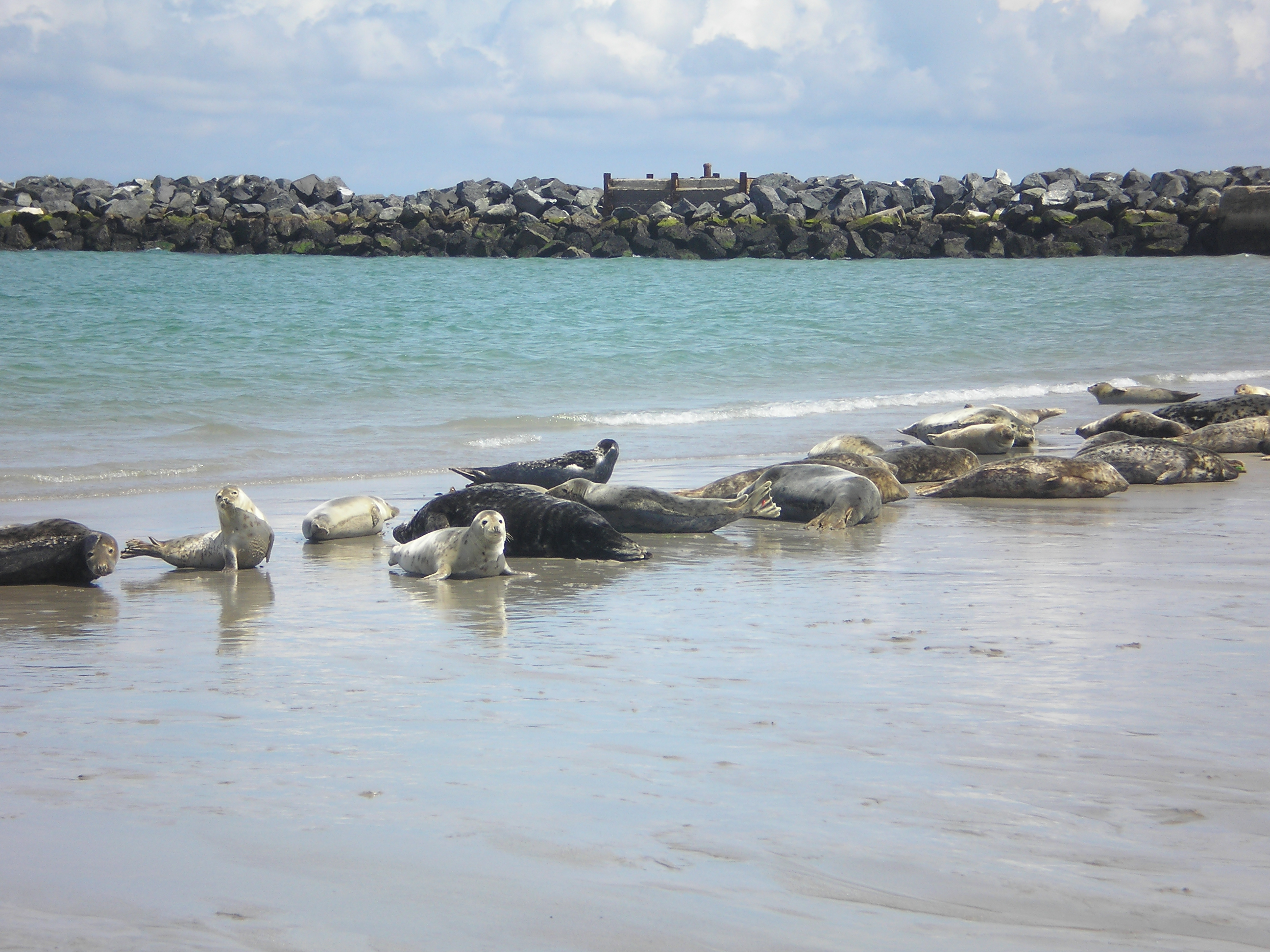
Foki
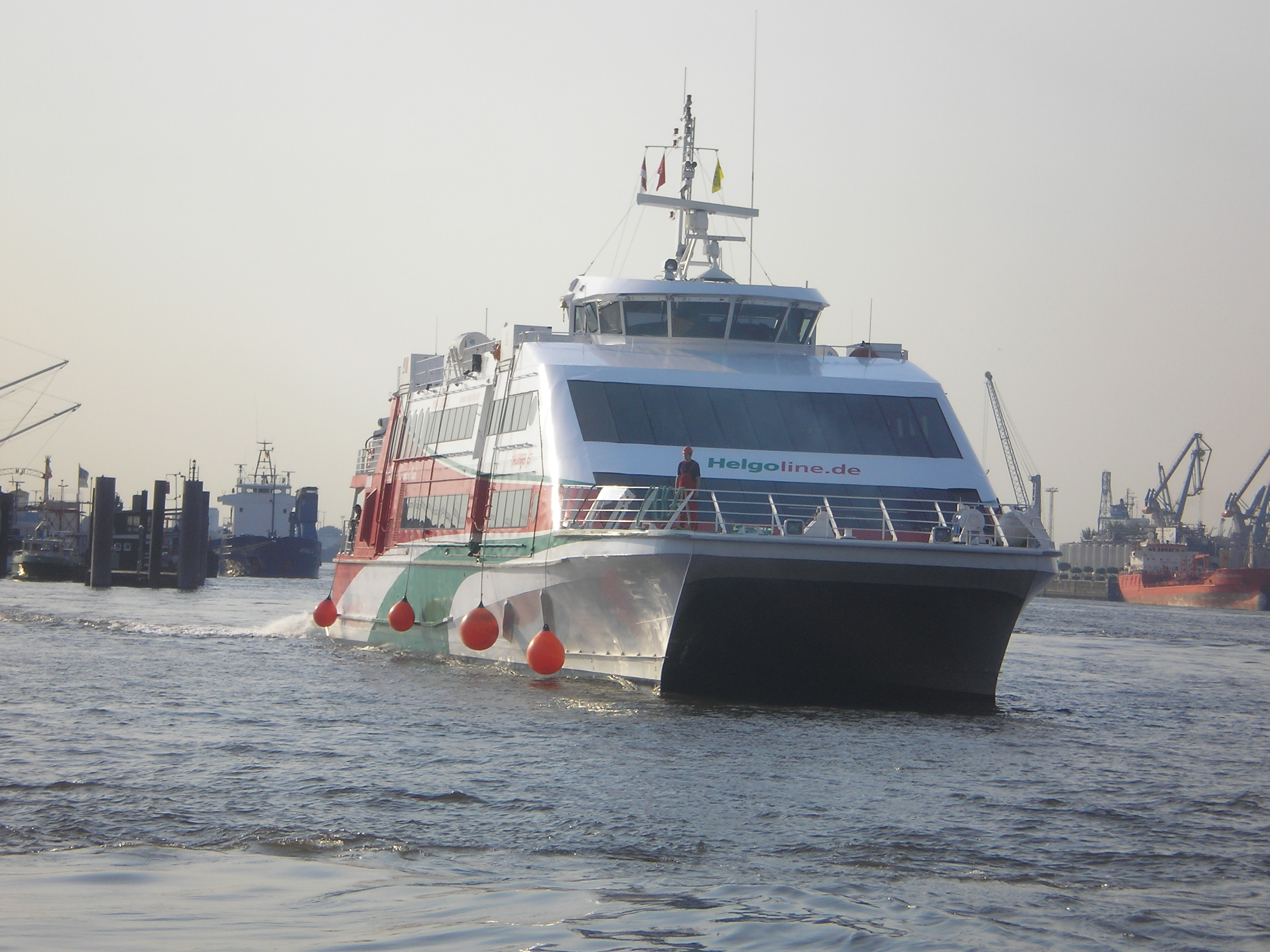
Katamaran Halunder Jet w Hamburgu kursujący na Helgoland
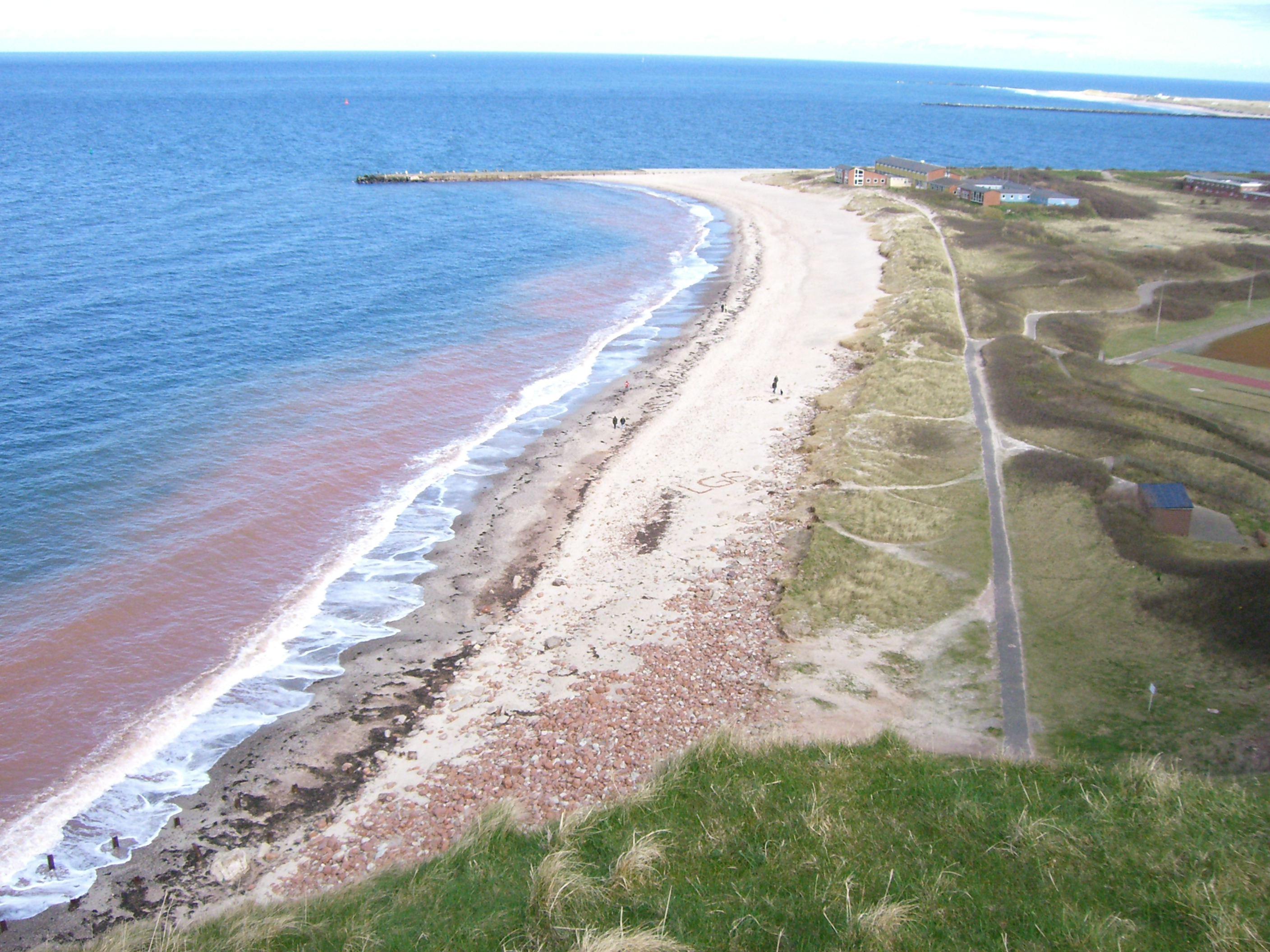
Północna plaża na Helgolandzie
Flaga brytyjskiej administracji Helgolandu 1807–1890